# Valdus Lund
Manne Valdus Lund (Göteborg, 4 aprile 1895 – Göteborg, 9 maggio 1962) è stato un calciatore svedese, di ruolo difensore.

## Carriera
Con la sua Nazionale partecipò ai Giochi olimpici del 1920.